# Асташев, Иван Дмитриевич
Иван Дмитриевич Асташев (1796, Нарым, Нарымский уезд — 5 августа 1869, Томск) — известный русский предприниматель-золотопромышленник, меценат.

## Биография
Социальное происхождение Асташева точно не известно (но в дворянство он был возведён уже в зрелом возрасте в 1842 году). По некоторым данным он был сыном чиновника.
Окончил Нарымское училище.
Перебравшись в тринадцатилетнем возрасте в Томск (1809), был принят на службу чиновником в губернское правление. Сумел проявить себя на службе, в 1812 году получил первый чин. Победоносное завершение Отечественной войны 1812 года вызвало в нём горячее желание поступить на военную службу и он отправился в Санкт-Петербург. В дороге он тяжело заболел, надолго задержался в Казани и добрался в Петербург с расстроенным здоровьем. Получил приглашение перейти в канцелярию Военного ведомства, где служил до 1820 года, продвинувшись по службе ещё на два чина.
В 1820 году вернулся в Сибирь, служил городничим в Бийске, исправником в Кузнецке, занимал должности в томском губернском правлении (начальник отделения, советник суда). Масон, член томской ложи «Восточного светила», одним из основателей которой был Г. С. Батеньков.
С 1833 года, оставив государственную службу в чине коллежского советника, занимался золотым промыслом, организацией поисковых партий, лично ходил на поиски и прошёл огромные расстояния по тайге. Стал поверенным крупного томского золотопромышленника Феодота Ивановича Попова, от которого получил в подарок начальный капитал — 40 000 рублей. Огромная часть капитала (35 000) была потрачена Асташевым безрезультатно на первоначальные поиски золотых месторождений.
Используя связи в Томске и Петербурге Асташев сумел добиться отвода себе территорий с разведанными Я. М. Рязановым месторождениями золота в долине реки Кундустуюл в Томской губернии и выиграть последовавшие судебные процессы. Через пять лет судебных тяжб (1842) Рязанов счёл для себя разумным договориться с Асташевым.
В 1835 году в междуречье Кана и Бирюсы поисковая партия Ивана Асташева находит золото (прииск Ильинский). Имея связи в Петербурге Асташев сумел увлечь участием в золотодобыче многих состоятельных и влиятельных людей. После предупреждения от императора Николая I о нежелательности занятий этими промыслами людей, близких ко двору, скупил их паи, сделавшись единоличным, чрезвычайно состоятельным хозяином крупного золотодобывающего предприятия. К Асташеву же император благоволил и в 1840 году одарил его перстнем с бриллиантом, с выгравированным на нем императорским вензелем, «в пример другим золотопромышленникам Сибири за общеполезную деятельность в новой сфере труда».
В 1830—1860-е годы один из влиятельнейших жителей Томска. Статский советник (1862), действительный статский советник (1865). По легенде однажды высказался так: «Захочет Асташев, и митру получит».
Принимал в Томске великого князя Владимира Александровича. Поддерживал дружбу с сосланным в Томск декабристом Г. С. Батеньковым, был знаком и оказывал содействие также сосланному в Томск М. А. Бакунину. Протежировал архитектору А. П. Дееву.

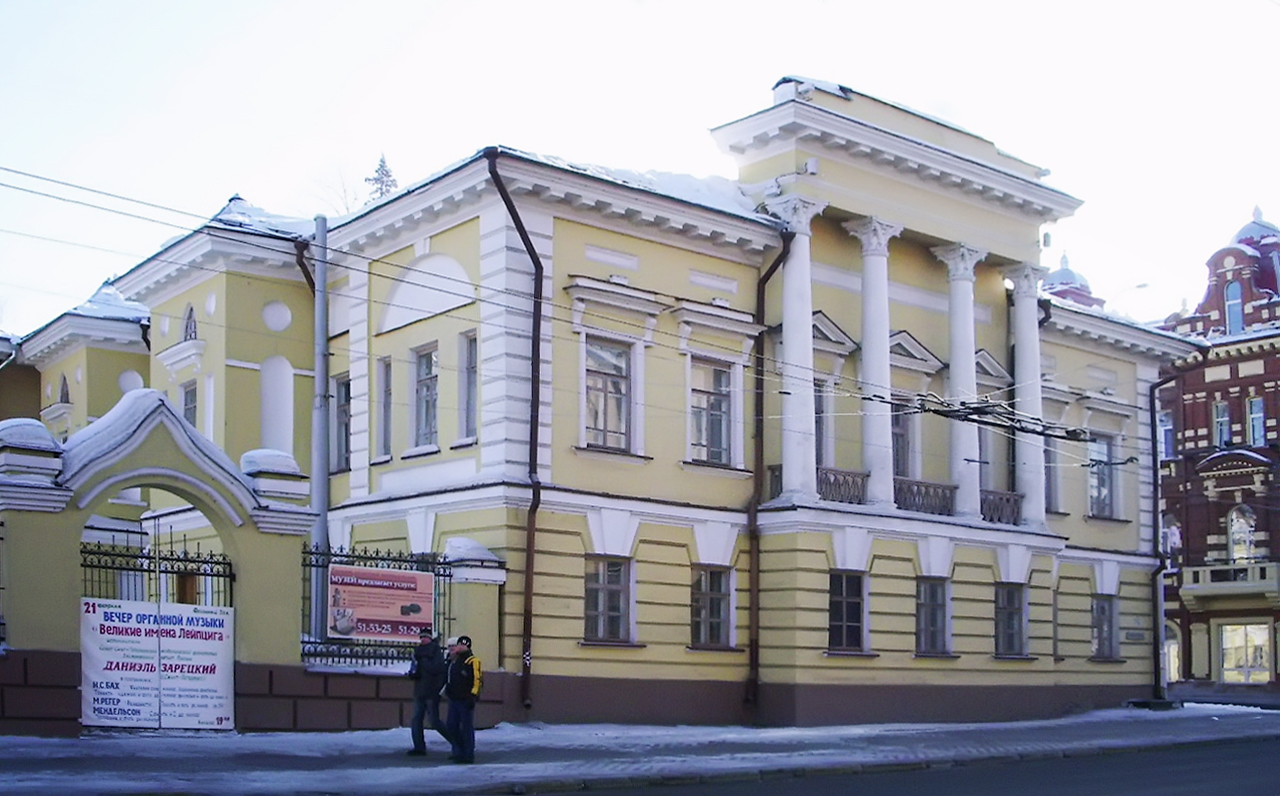
Особняк И. Д. Асташева в Томске

Активнейший участник строительства Троицкого кафедрального собора (Томск), внёс на строительство 7 000 рублей. Попечитель томской гимназии. Выделил средства на строительство здания для Мариинского женского приюта и его последующего содержания — до 3 000 рублей в год (здание сохранилось на улице Розы Люксембург). Выделил деньги для продолжения учёбы Г. Н. Потанину.
Сохранившееся в Томске на углу проспекта Фрунзе с проспектом Ленина бывшее имение И. Д. Асташева (1838—1842, типовой проект В. П. Стасова, постройка под наблюдением А. П. Деева) — одно из красивейших зданий Томска.
В настоящее время в бывшем особняке разместился Томский областной краеведческий музей. Среди экспонатов музея бюст Асташева из кости, выполненный в 1862 году скульптором Я. П. Серяковым.
Был похоронен на кладбище Богородице-Алексеевского монастыря в Томске (могила утрачена).

## Семья
- Вениамин Иванович (1836—1889) — генерал-лейтенант, сын И. Д. Асташева.
  - Николай Вениаминович (1870—1902) — золотопромышленник, сын В. И. Асташева.

## Адреса в Петербурге
- Английская наб., д. 40[5]